# Fouad Chéhab

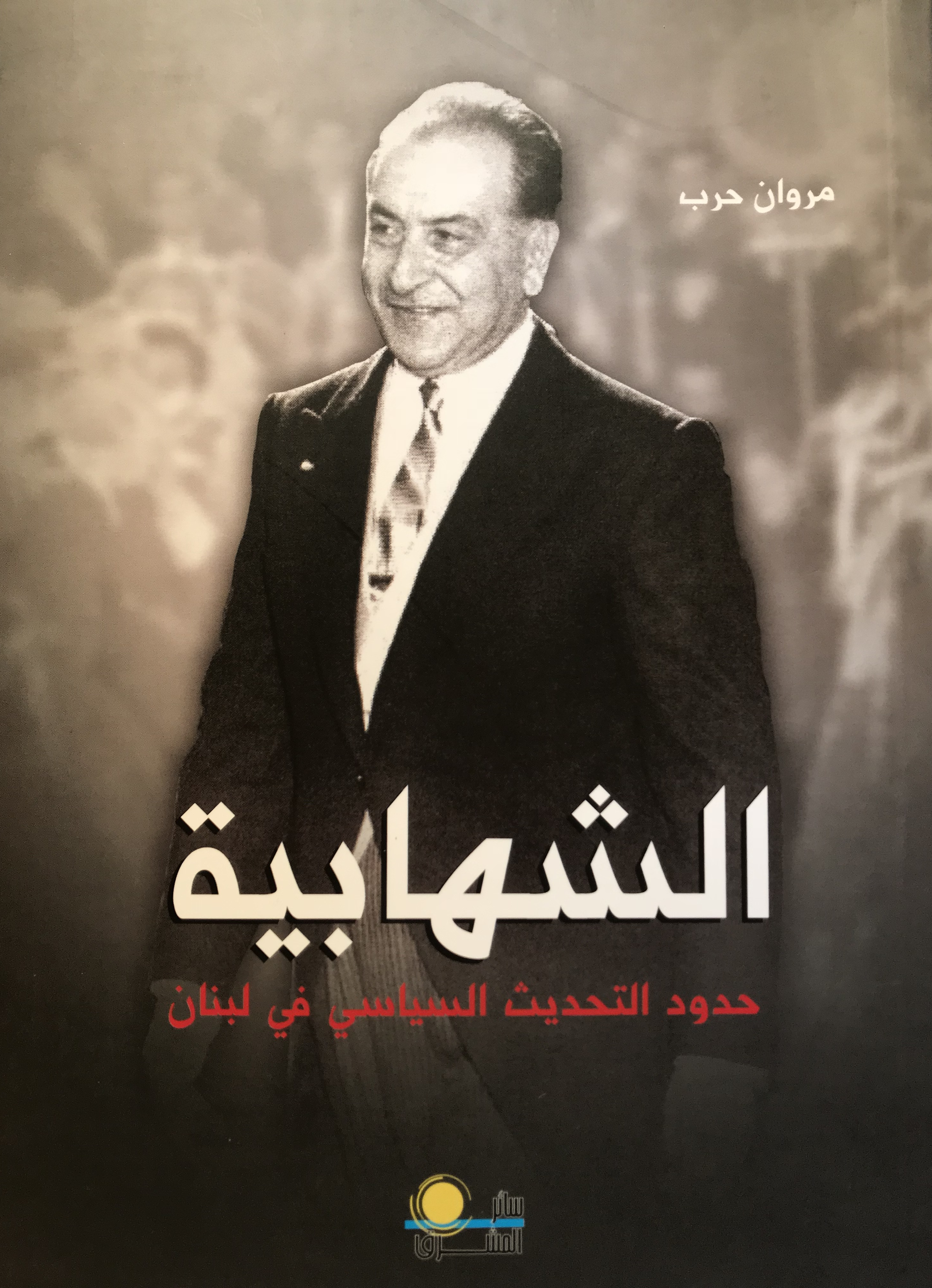
Marwan Harb, "le Chéhabisme ou les limites d'une expérience de modernisation politique au Liban"

Fouad Chéhab (en arabe : فؤاد شهاب), né le 19 mars 1902 à Ghazir et mort le 25 avril 1973 à Jounieh, est un homme d'État et un militaire libanais, de la famille princière Chéhab, originaire du Mont Liban, président de la République entre 1958 et 1964, ancien commandant de l'armée libanaise.
Il est l'un des présidents les plus remarqués de l'histoire du Liban, grâce aux réformes et modernisations entreprises pendant son mandat,. Il est considéré comme le fondateur de l'État moderne libanais, surtout sur le plan des institutions administratives et régulatrices.

## Biographie

### Commandant des Forces armées libanaises

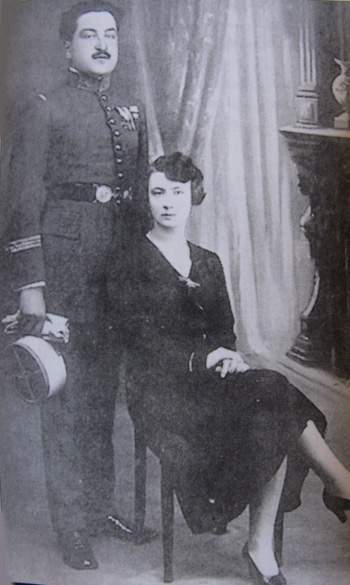
Chehab et son épouse, Rose René Poitieux, dans les années 1930.

Issu de la branche chrétienne maronite de la famille des grands princes Chéhab, maîtres du mont Liban d'avant 1840, Fouad Chéhab devient officier dans les troupes spéciales du Levant, organisées par la France dans le cadre du mandat français en Syrie et au Liban. En 1944, il devient commandant de la 5e brigade libanaise, qui donne naissance à l'Armée libanaise le 1er août 1945.
En 1952, Chehab refuse de laisser l'armée interférer dans le soulèvement qui oblige le président Béchara el-Khoury à démissionner. Après la démission du président, Chéhab est nommé Premier ministre le 18 septembre 1952 avec pour mission d'assurer en urgence des élections présidentielles démocratiques. Quatre jours plus tard, Camille Chamoun est élu pour succéder à Béchara el-Khoury.
Les fraudes électorales des élections parlementaires de 1957, suivies du renvoi de plusieurs ministres pro-arabes, engendrent une révolte musulmane violente. Elle est connue sous le nom de Crise de 1958 au Liban, et entraîne des tensions qui auront comme conséquence une longue guerre civile de 17 ans (1975-1991). Comme en 1952, Chéhab, toujours commandant de l'armée comptant alors 7 000 hommes, refuse de l'impliquer dans les combats. Il empêche également l'opposition et les partisans du gouvernement d'occuper des sites d'importance stratégique, tels que l'aéroport et les bâtiments gouvernementaux.

### Carrière politique

#### Président de la République
Pour mettre fin au soulèvement, le président Chamoun, demande l'intervention américaine, et les marines débarquent à Beyrouth le 15 juillet 1958 dans le cadre de l'opération Blue Bat. Les musulmans étant rendus confiants par son impartialité et le soutien que lui apportent par les Américains, Chéhab est choisi en tant que candidat de consensus pour succéder à Chamoun comme président et pour ramener la paix au pays. Lors de son entrée en fonction, Chéhab déclare : « la révolution n'a ni gagnant, ni perdant ». Il poursuit sur le chemin de la modération et coopère étroitement avec les différents groupes religieux et les forces séculaires et religieuses, parvenant ainsi à refroidir toutes les tensions et à ramener la stabilité au pays.
En 1960, deux ans après le début de son mandat présidentiel de six ans, voyant que le pays avait retrouvé la stabilité et que le terrain est préparé pour des réformes, Chéhab propose de démissionner de son poste. Cependant, les membres du Parlement libanais le persuadent de poursuivre son mandat. En 1961, il fait échouer une tentative de coup d'État menée par le Parti nationaliste social syrien. Pour empêcher de futures menaces semblables, il renforce les services de sécurité libanais empêchant ainsi toute interférence étrangère dans les affaires intérieures du pays.
Le mandat de Chéhab se révèle comme période d'équilibrage sensible pour maintenir l'harmonie entre les chrétiens et les musulmans libanais. Il suit le chemin et les principes du dialogue et de la modération, couplés avec des réformes publiques et des réalisations au niveau des infrastructures de l'état réalisées par le Conseil Exécutif des Grands Projets qui sont connus sous le nom de « Chéhabisme ». Le mot a été employé pour la première fois par le journaliste Georges Naccache, lors d'une conférence donnée au Cénacle Libanais. Généralement bien respecté pour son honnêteté et son intégrité, Fouad Chéhab est crédité d'un certain nombre de réformes pour moderniser l'administration ainsi que les services publics libanais. Cela lui a valu d'entrer en conflit avec des politiciens aux conceptions féodales et confessionnelles de la vie politique et qui ont vu leur pouvoir de mainmise sur la société libanaise diminuer progressivement.

#### Après la présidence
En 1964, Chéhab, dont la présence à la tête du pays est encore vue par beaucoup comme un gage de stabilité, refuse un amendement de la Constitution pour lui permettre de se représenter pour un second mandat. Il soutient la candidature de Charles Helou qui est élu président. Plus tard, Chéhab critique Helou, parce qu'il a autorisé la présence armée des combattants palestiniens au Sud-Liban et qu'il manœuvre pour le retour au devant de la scène des hommes influents hérités des traditions féodales du Liban.
Chéhab est pressenti pour se présenter à l'élection présidentielle de 1970, mais, dans une déclaration historique, il déclare que son expérience à la présidence l'a convaincu que les Libanais n'étaient pas prêts à abandonner la politique traditionnelle féodale et à établir un État moderne. Il choisit de soutenir son protégé, Elias Sarkis. Dans le scrutin le plus serré de l'histoire libanaise, Sarkis perd l'élection présidentielle face au chef féodal Soleimane Frangié par une seule voix à l'Assemblée nationale. L'élection de Frangié est considérée comme une défaite pour l'ancien président et marque la fin des réformes et de l'ère chéhabiste.
Fouad Chehab meurt à Jounieh le 25 avril 1973 à l'âge de 71 ans.
En 1976, Elias Sarkis, l'héritier du chéhabisme, est unanimement élu président du pays dans l'espoir d'arrêter la guerre civile qui vient d'éclater et d'unifier la nation libanaise. Mais une telle tentative se révèle trop tardive, car les Palestiniens, Syriens, Israéliens et les autres belligérants ont déjà pris les commandes du pays. Sans appui d'une armée libanaise qui s’avérait faible, Sarkis ne réussit pas à changer le cours des événements pour un Liban stable.

## Sources
- Un « homme providentiel » fortement contesté, par Édouard Saab, dans Le Monde du 27 avril 1973.
- Marwan Harb, Le Chéhabisme, ou les limites d'une expérience de modernisation politique au Liban, 2007